# Саламанка (Чилі)

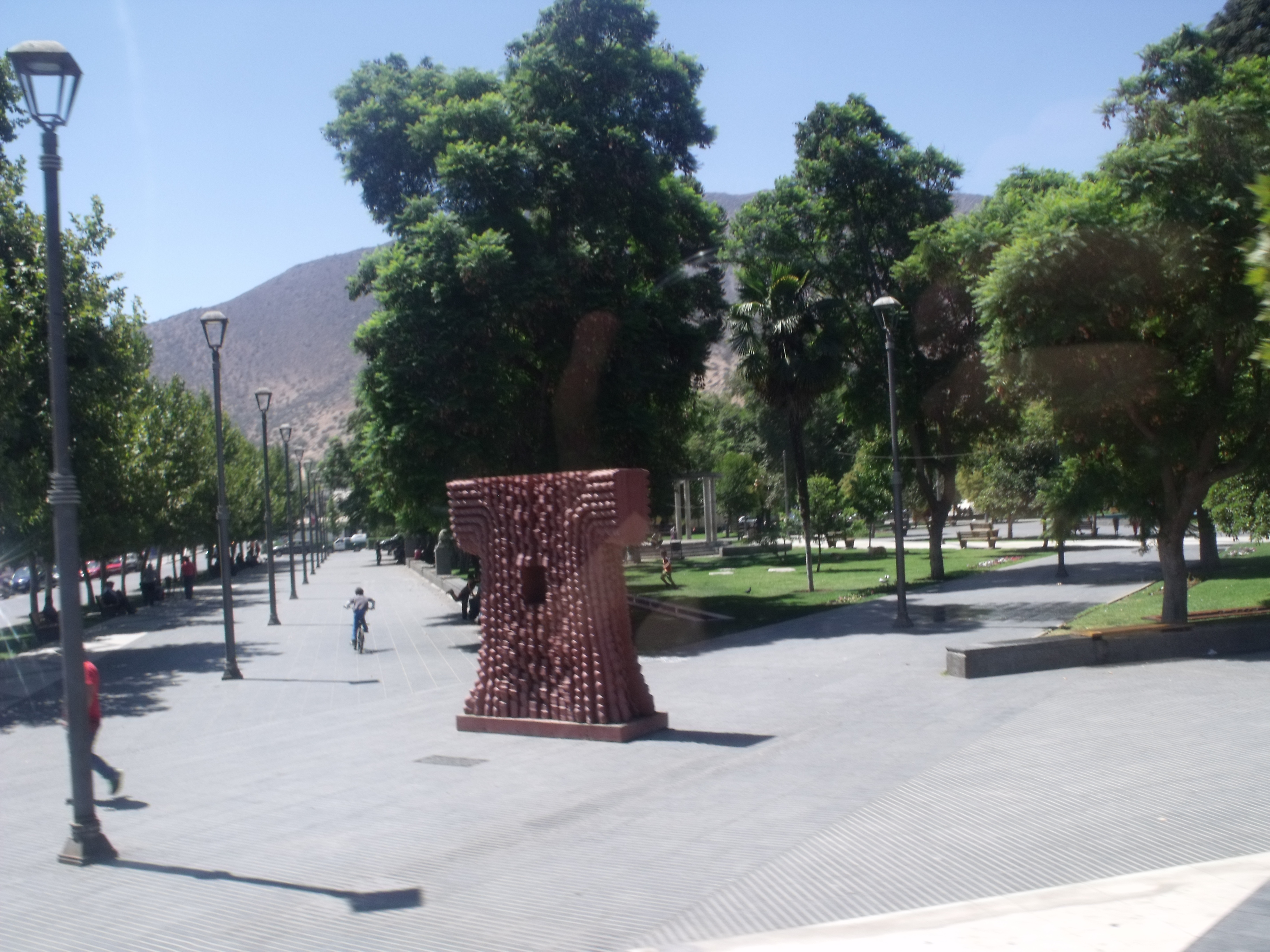
Площа Агірре.

Саламанка — (ісп. Salamanca) — місто в Чилі. Адміністративний центр однойменної комуни. Населення міста — 11615 осіб (2002). Місто і комуна входить до складу провінції Чоапа регіону Кокімбо.
Територія — 3 445 км². Чисельність населення — 29 347 мешканців (2017). Щільність населення — 8,52 чол./км².

## Розташування
Місто розташоване за 211 км на південь від адміністративного центру області міста Ла-Серена.
Комуна межує:
- на півночі — з комуною Ілляпель
- на сході — з провінцією Сан-Хуан (Аргентина)
- на півдні — з комунами Петорка, Кабільдо, Путаендо
- на південному заході — з комуною Лос-Вілос
- на заході — з комуною Ілляпель